# Aml Ameen
Aml Ameen (Londen, 30 juli 1985) is een Engels acteur. Hij speelde in diverse films en series, waaronder The Maze Runner, Rustin en The Bill.

## Filmografie

### Film
- 2006: Kidhulthood, als Trevor 'Knife' Hector
- 2010: Shank, als busconducteur
- 2010: Second Chance, als Aaron Bently
- 2012: Red Tails, als Bag O'Bones
- 2012: The Naked Poet, als Ryan
- 2013: The Butler, als jonge Cecil Gaines
- 2013: Evidence, als officier Jensen
- 2014: The Maze Runner, als Alby
- 2014: Beyond the Lights, als Trey
- 2015: Lila & Eve, als Stephon
- 2016: Soy Nero, als Bronx
- 2017: The Price, als Seyi Ogunde
- 2018: Yardie, als Dennis 'D' Campbell
- 2019: Inside Man: Most Wanted, als detective Remy Darbonne
- 2020: Run Sweetheart Run, als Quidda
- 2021: Charming the Hearts of Men, als Walter
- 2021: Till Death, als Tom
- 2021: Boxing Day, als Melvin
- 2023: Dead Shot, als Tempest
- 2023: Rustin, als Martin Luther King

### Televisie
- 2003: EastEnders, als Simon
- 2003: Little Britain, als Pupil
- 2004: Bella and the Boys, als Terry
- 2004: Holby City, als Bradley Norris
- 2006-2007: The Bill, als PC Lewis Hardy
- 2008: Fallout, als Dwayne Edmons
- 2008: Silent Witness, als A.J.
- 2008: Dis/Connected, als Anthony
- 2011-2012: Harry's Law, als Malcolm Davies
- 2012: CSI: Miami, als Jack Brody
- 2015: Sense8, als Capheus
- 2020: I May Destroy You, als Simon
- 2022: The Porter, als Junior Massey
- 2024: A Man in Full, als Roger White